# Eucamptodontopsis aberrans
Eucamptodontopsis aberrans är en bladmossart som beskrevs av M. J. Price 2002. Eucamptodontopsis aberrans ingår i släktet Eucamptodontopsis och familjen Dicranaceae. Inga underarter finns listade i Catalogue of Life.